# Filippo Conca
Filippo Conca (født 22. september 1998 i Lecco) er en professionel cykelrytter fra Italien, der er på kontrakt hos Q36.5 Pro Cycling Team.

## Karriere
I 2019 og 2020 kørte han for det italienske kontinentalhold Biesse-Arvedi. Fra august 2020 og året ud var han stagiaire hos proteamet Androni Giocattoli-Sidermec. Med virkning fra 1. januar 2021 underskrev Conca i september 2020 en toårig kontrakt med det belgiske World Tour-hold Lotto-Soudal.